# Hetaerina aurora
Hetaerina aurora is een libellensoort uit de familie van de beekjuffers (Calopterygidae), onderorde juffers (Zygoptera).
De wetenschappelijke naam van de soort is voor het eerst geldig gepubliceerd in 1918 door Ris.